# Software Quality Assurance Plan
Software Quality Assurance Plan o SQAP (es decir, Plan de Garantía de Calidad de Software) es un documento que organiza el desarrollo del software con el fin de que el proceso de creación de este siga unas pautas que aseguren la calidad del resultado. Este plan de garantía forma parte de la Ingeniería de software. En este documento se organiza el equipo de personas, se elige el ciclo de vida a seguir, se especifican los documentos que harán falta, las revisiones que se harán, las pruebas e incluso cómo realizar el mantenimiento.
- Datos: Q2297643